# Carmichaelia

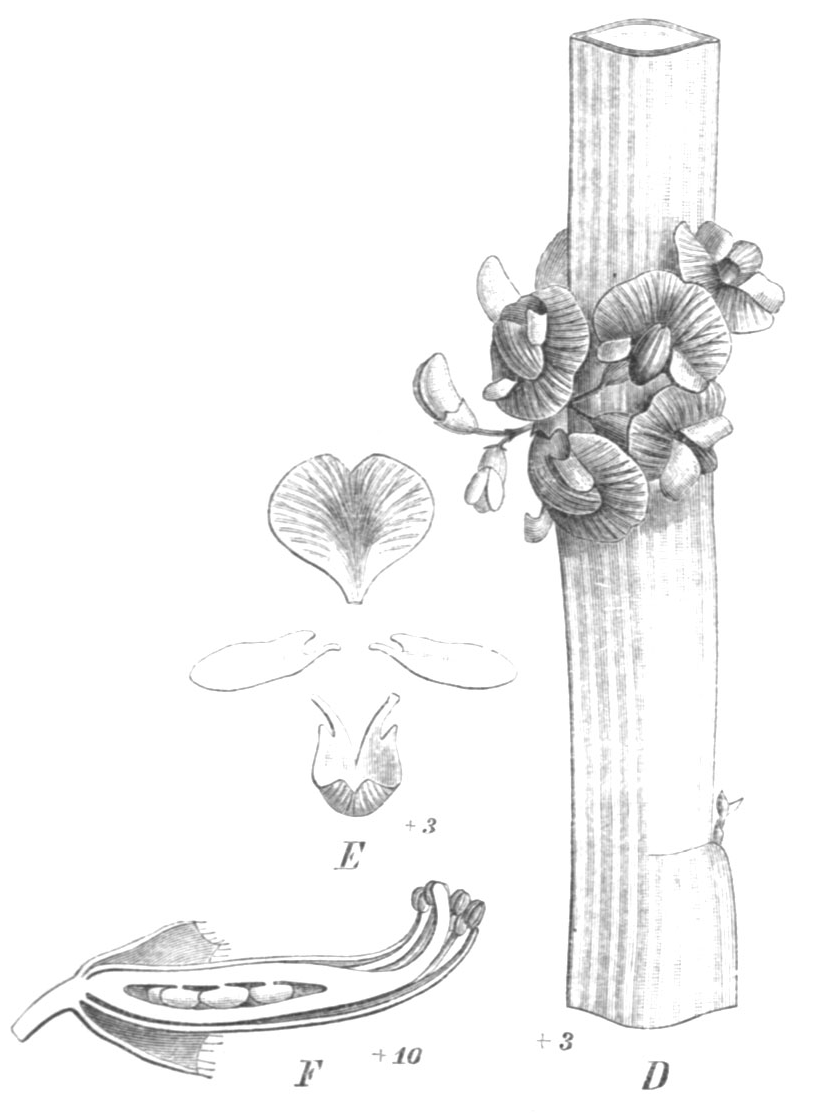
C. australis.

La escoba de Nueva Zelanda en inglés: New Zealand broom, o simplemente broom, es el nombre general para diversas especies de plantas pertenecientes al género Carmichaelia dentro de la familia Fabaceae que son nativas de Nueva Zelanda. Los géneros anteriores Chordospartium, Corallospartium, Notospartium, y Huttonella actualmente están incluidos en Carmichaelia.

## Etimología
El género Carmichaelia R.Br. (1825) fue nombrado en honor del Capitán Dugald Carmichael, un oficial escocés de la armada británica y botánico que colectó plantas en Nueva Zelanda. (Allen and Allen, 1981). 
Su nombre común inglés es 'New Zealand broom', y en maorí tiene varios nombres: tawao, makaka, maukoro, y tainoka (Parsons et al., 1998).

## Descripción
Las semillas de esta especie se encuentran dentro de una vaina no más de 2cm. de largo. Las semillas se maduran en febrero y tan pronto como adquieran la madurez puede germinar en el plazo de 8 días. Crecen con gran rapidez y florecerá a las 2 estaciones de germinar.
Las Carmichaelia son unas plantas excelentes para tener en maceta. Pueden sobrevivir las condiciones más adversas y con sus ramas rígidas, erguidas o que se separan, crean unas formas distintas y únicas. Las flores púrpuras son otra de las cualidades de estas plantas endémicas.

## Algunas de sus especies
- Carmichaelia stevensonii: "Escoba mojada" o "árbol escoba" es un árbol singular que crece hasta los 9 m de alto. Se encuentra solamente en la altitud en la esquina nordeste de la isla Sur, sobre todo a lo largo del río Clarence y  el río Awatere.
- Carmichaelia glabrescens: "escoba rosa" crece hasta los 10 m de alto. Su zona de crecimiento se encuentra limitada a las alturas de la región de Marlborough en la Isla Sur.

Especies donde las ramas o sus ramificaciones son verdes se aplanan y toman el lugar de las hojas. Los especímenes maduros son casi totalmente deshojados mientras que las formas juveniles pueden tener algunas hojas:
- Carmichaelia williamsii: "escoba gigante florida", se encuentra en las regiones costeras de Bay of Plenty y de East Cape.
- Carmichaelia grandiflora: "escoba de flores grandes" se encuentra en la West Coast de la isla Sur.
- Carmichaelia arborea: "escoba de la isla Sur".
- Carmichaelia odorata: "escoba olorosa".
- Carmichaelia aligera: "escoba de la isla Norte" muy común a lo largo de la parte norte de la isla Norte.
- Carmichaelia enysii: "Escoba enana", forma almohadillas de no más de unos centímetros de altura. Se encuentra al sur del Arthur's Pass.

- Otras especies notables incluyen:
- Carmichaelia angustata: "escoba de hojitas" muy parecida a las especies anteriores excepto que normalmente posee algunas hojas.
- Carmichaelia flagelliformis: "escoba de azote" en esta los tallos son redondeados, delgados, con forma de látigo. Se encuentra en la parte sur de "East Cape".
- Carmichaelia crassicaule: "escoba de coral". Se encuentra en suelos áridos y pedregosos, en la parte este de los Alpes Neozelandeses, desarrollándose hasta alturas de 1300 m.

La especie europea de Cytisus scoparius, "escobón común", se encuentra introducida en Nueva Zelanda, donde se la conoce comúnmente como escoba escocesa (Scotch broom); se encuentra clasificada como hierba nociva debido a su invasividad.